# 구로구의 행정 구역
구로구의 행정 구역은 16 행정동과 10개의 법정동으로 구성되어 있으며, 면적은 20.12 km2이다. 2012년 6월 1일을 기준으로 인구는 428,914명, 171,637 세대에 이른다.

## 행정 구역

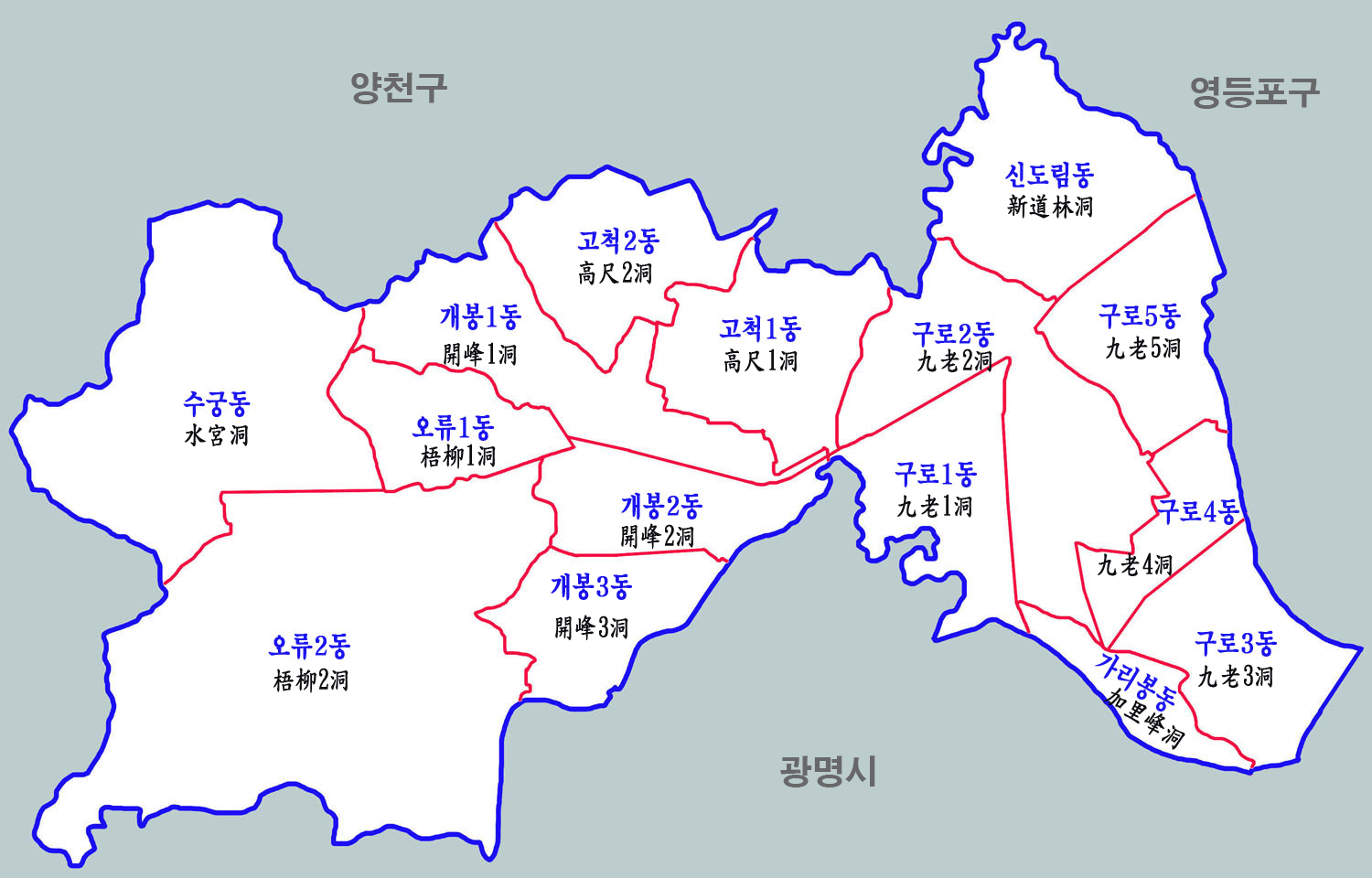
구로구의 행정동

| 행정동    | 한자      | 면적  | 세대    | 인구    |
| --------- | --------- | ----- | ------- | ------- |
| 신도림동  | 新道林洞  | 1.47  | 13,208  | 37,996  |
| 구로제1동 | 九老第1洞 | 1.02  | 7,991   | 23,212  |
| 구로제2동 | 九老第2洞 | 1.76  | 15,106  | 32,851  |
| 구로제3동 | 九老第3洞 | 1.02  | 13,999  | 27,933  |
| 구로제4동 | 九老第4洞 | 0.46  | 11,873  | 26,606  |
| 구로제5동 | 九老第5洞 | 1.03  | 12,798  | 31,488  |
| 가리봉동  | 加里峰洞  | 0.40  | 7,687   | 14,155  |
| 고척제1동 | 高尺第1洞 | 1.16  | 9,632   | 25,537  |
| 고척제2동 | 高尺第2洞 | 1.02  | 11,916  | 31,184  |
| 개봉제1동 | 開峰第1洞 | 1.31  | 13,546  | 34,224  |
| 개봉제2동 | 開峰第2洞 | 0.80  | 12,627  | 34,798  |
| 개봉제3동 | 開峰第3洞 | 0.81  | 8,397   | 22,231  |
| 오류제1동 | 梧柳第1洞 | 0.59  | 8,669   | 21,039  |
| 오류제2동 | 梧柳第2洞 | 4.6   | 14,531  | 38,451  |
| 항동      | 航洞      | 1.4   | 5,909   | 16,407  |
| 수궁동    | 水宮洞    | 2.67  | 9,764   | 25,764  |
| 구로구    | 九老區    | 20.12 | 171,637 | 428,914 |

## 법정동

구로구의 법정동

| 행정동        | 법정동 | 설명 |
| ------------- | --- | --- |
| 가리봉동      | 가리봉동 加里峰洞 | 조선시대에는 경기도 시흥군 동면 가리산리였는데, 1912년의 문헌에 가리봉리로 된 것으로 보아 그 사이에 개칭한 것으로 추정된다. 1963년에 시흥군 동면 가리봉리가 서울특별시 영등포구로 편입되었다. 이때 독산동과 합하여 "가산동"이라 하였다. 1975년에 다시 가리봉동과 독산동으로 나뉘었고, 1980년에 구로구의 신설로 이에 속하게 되었다. 1995년에 금천구가 구로구에서 분리될 때 가리봉동의 대부분은 금천구로 편입하여 가산동이라 하였고, 구로구에도 일부 지역이 남았다.                                                          |
| 개봉제1동     | 개봉동 開峰洞 | 조선시대에는 부평도호부 갈탄(葛灘)이었다. 1914년에 경기도 부천군 계남면 개봉리로 되었다가 1941년에 부천군 소사읍 개봉리로 바뀌었다. 1963년에 서울특별시 영등포구에 편입되면서 개봉동으로 되었고, 1980년에 구로구의 신설로 이에 속하게 되었다. |
| 개봉제2동     | 개봉동 開峰洞 | 조선시대에는 부평도호부 갈탄(葛灘)이었다. 1914년에 경기도 부천군 계남면 개봉리로 되었다가 1941년에 부천군 소사읍 개봉리로 바뀌었다. 1963년에 서울특별시 영등포구에 편입되면서 개봉동으로 되었고, 1980년에 구로구의 신설로 이에 속하게 되었다. |
| 개봉제3동     | 개봉동 開峰洞 | 조선시대에는 부평도호부 갈탄(葛灘)이었다. 1914년에 경기도 부천군 계남면 개봉리로 되었다가 1941년에 부천군 소사읍 개봉리로 바뀌었다. 1963년에 서울특별시 영등포구에 편입되면서 개봉동으로 되었고, 1980년에 구로구의 신설로 이에 속하게 되었다. |
| 고척제1동     | 고척동 高尺洞 | 조선시대 말까지 경기도 부평군 수곡면 고척리였다. 1914년에 부천군 계남면 고척리였다가, 1941년에 부천군 소사읍 고척리로 되었다. 1963년에 서울특별시 영등포구에 편입되면서 고척동으로 바뀌었으며, 1980년에 구로구의 신설로 이에 속하게 되었다. |
| 고척제2동     | 고척동 高尺洞 | 조선시대 말까지 경기도 부평군 수곡면 고척리였다. 1914년에 부천군 계남면 고척리였다가, 1941년에 부천군 소사읍 고척리로 되었다. 1963년에 서울특별시 영등포구에 편입되면서 고척동으로 바뀌었으며, 1980년에 구로구의 신설로 이에 속하게 되었다. |
| 구로제1동     | 구로동 九老洞 | 조선시대 말까지 경기도 시흥군 상북면 구로리였고, 1914년에 시흥군 북면 구로리로 되었다. 1949년에 서울특별시 영등포구에 편입되었고, 1950년에 구로동으로 바뀌었다. 1980년에 구로구의 신설로 이에 속하게 되었다. |
| 구로제2동     | 구로동 九老洞 | 조선시대 말까지 경기도 시흥군 상북면 구로리였고, 1914년에 시흥군 북면 구로리로 되었다. 1949년에 서울특별시 영등포구에 편입되었고, 1950년에 구로동으로 바뀌었다. 1980년에 구로구의 신설로 이에 속하게 되었다. |
| 구로제3동     | 구로동 九老洞 | 조선시대 말까지 경기도 시흥군 상북면 구로리였고, 1914년에 시흥군 북면 구로리로 되었다. 1949년에 서울특별시 영등포구에 편입되었고, 1950년에 구로동으로 바뀌었다. 1980년에 구로구의 신설로 이에 속하게 되었다. |
| 구로제4동     | 구로동 九老洞 | 조선시대 말까지 경기도 시흥군 상북면 구로리였고, 1914년에 시흥군 북면 구로리로 되었다. 1949년에 서울특별시 영등포구에 편입되었고, 1950년에 구로동으로 바뀌었다. 1980년에 구로구의 신설로 이에 속하게 되었다. |
| 구로제5동     | 구로동 九老洞 | 조선시대 말까지 경기도 시흥군 상북면 구로리였고, 1914년에 시흥군 북면 구로리로 되었다. 1949년에 서울특별시 영등포구에 편입되었고, 1950년에 구로동으로 바뀌었다. 1980년에 구로구의 신설로 이에 속하게 되었다. |
| 수궁동        | 온수동 溫水洞 | 1914년에는 경기도 부천군 계남면 온수리였고, 1941년에 부천군 소사읍으로 되었다. 1963년에 서울특별시 영등포구에 편입되면서 온수동(溫水洞)이란 이름을 갖게 되었고, 1980년에 구로구 신설로 이에 속하게 되었다. |
| 수궁동        | 궁동 宮洞 | 1914년에는 경기도 부천군 계남면 궁리였고, 1941년에 부천군 소사읍 궁리로 되었다. 1963년에 서울특별시 영등포구에 편입되면서 궁동(宮洞)이란 이름을 갖게 되었고, 1980년에 구로구 신설로 이에 속하게 되었다. |
| 신도림동      | 신도림동 新道林洞 | 조선시대 말까지는 경기도 시흥군 상북면의 도야미리(道也味里), 원지목리(遠芝牧里) 등 자연마을로 이루어져 있었다. 1914년 시흥군 북면 도림리로 되었다. 1949년에 서울특별시 영등포구에 편입되었는데, 1936년에 먼저 편입된 도림리가 있었으므로 신도림리라고 하였다. 1950년에 신도림동으로 바뀌었고, 1980년에 구로구의 신설로 이에 속하게 되었다. |
| 오류제1동     | 오류동 梧柳洞 | 조선시대 말까지는 경기도 부평군 수곡면 오류동이었다. 1914년에 경기도 부천군 계남면 오류리로 되었다가 1941년에 부천군 소사읍 오류리로 바뀌었다. 1963년에 서울특별시 영등포구에 편입되면서 오류동으로 되었고, 1980년에 구로구의 신설로 이에 속하게 되었다. |
| 오류제2동     | 오류동 梧柳洞 | 조선시대 말까지는 경기도 부평군 수곡면 오류동이었다. 1914년에 경기도 부천군 계남면 오류리로 되었다가 1941년에 부천군 소사읍 오류리로 바뀌었다. 1963년에 서울특별시 영등포구에 편입되면서 오류동으로 되었고, 1980년에 구로구의 신설로 이에 속하게 되었다. |
| 천왕동 天旺洞 | 1413년(태종 13년)에 경기도 부평도호부에 속하였으며, 1894년(고종 31년)에 갑오개혁이 일어났을 때 행정 제도의 개편으로 인천부 부평군 수탄면(水呑面) 천왕리가 되었다. 1914년에 신설된 부천군에 편입되어 부천군 계남면(桂南面) 천왕리가 되었으며, 1931년 4월에 계남면이 소사면(素砂面)으로 개칭되어 부천군 소사면 천왕리가 되었다가 소사면이 읍으로 승격되어 소사읍 천왕리가 되었다. 1963년에 서울특별시에 편입되어 영등포구 오류출장소 천왕동(天旺洞)이 되었다가 1968년에 영등포구 천왕동, 1980년 4월에 구로구가 신설되어 구로구 천왕동이 되었다. 1989년 1월에 천왕동의 일부가 개봉동에, 1995년 1월에 광명시 광명동의 일부가 천왕동에 편입되었다. | |
| 항동          | 항동 航洞 | 1413년(태종 13)에 경기도 부평도호부에 속하였으며, 1894년(고종 31)에 갑오개혁이 일어났을 때 행정제도 개편으로 인천부 부평군 옥산면(玉山面) 항리가 되었다. 1914년에 신설된 부천군에 편입되어 부천군 계남면(桂南面) 항리가 되었으며, 1931년 4월에 계남면이 소사면(素砂面)으로 개칭되어 부천군 소사면 항리가 되었다가 소사면이 읍으로 승격되어 소사읍 항리가 되었다. 1963년에 서울특별시에 편입되어 영등포구 오류출장소 항동(航洞), 1968년 1월에 영등포구 항동, 1980년 4월에 신설된 구로구에 속하게 되어 구로구 항동이 되었다. |